# Parco nazionale Lauwersmeer
Il parco nazionale Lauwersmeer (in olandese: Nationaal Park Lauwersmeer) è un parco nazionale situato tra Groninga e Frisia, nei Paesi Bassi.